# Missundaztood
Missundaztood (estilizado como M!ssundaztood) é o segundo álbum de estúdio da cantora e compositora americana Pink. Foi lançado no dia 20 de novembro de 2001 pela gravadora Arista Records. Após seu lançamento, se tornou sucesso comercial e de crítica, tendo a nova sonoridade abraçada por Pink sido recebida pelos críticos.
Os singles também foram recebidos positivamente pelos críticos e fãs, isso incluem o êxito global "Get the Party Started" e os singles de sucesso "Don't Let Me Get Me" e "Just Like a Pill", todos alcançaram o top 10 da Billboard Hot 100. O último single do álbum foi "Family Portrait", um vulnerável hino R&B que Pink escreveu sobre a separação de seus pais. Essa canção entrou no top 20 de vários países, chegando ao n.º 18 na Billboard Hot 100. Nos Estados Unidos, o álbum vendeu mais de 5,3 milhões de cópias e no Reino Unido 1,71 milhões. Mundialmente, já vendeu cerca de 15 milhões de cópias.

## Informações do álbum
Este álbum é diferente de Can't Take Me Home, possuindo uma sonoridade voltada ao pop ao rock. Pink recrutou a cantora e compositora Linda Perry, mais conhecida por ter sido vocalista da banda 4 Non Blondes, para ajudá-la a compor para o novo álbum. De acordo com Pink para o VH1, ela havia deixado uma mensagem na secretária eletrônica de Perry depois de encontrar o seu número na lista telefônica de maquiador Billy B, dizendo que queria ter a chance de compor com ela. Ela afirmou que a razão pela qual ela queria trabalhar com Perry era por que o álbum Bigger, Better, Faster, More!, do 4 Non Blondes, era um de seus álbuns favoritos.

### Canções
Pink trabalhou com Perry na maioria das canções do álbum, ela também contribuiu com vocais em "Lonely Girl". Outros vocais foram fornecidos por Steven Tyler, do Aerosmith, e Richie Sambora, do Bon Jovi, em "Misery". Outros compositores que trabalharam no álbum são Scott Storch e Dallas Austin.
Diferentes temas são abordados em Missundaztood. Em "Don't Let Me Get Me", ela aborda angústia adolescente e "Just like a Pill" ela descreve seu abuso de drogas na adolescência. O pai de Pink foi enviado para servir na guerra do Vietnã, causou tanto impacto sobre ela, que ela usou as histórias de seu pai na canção "My Vietnam". "Family Portrait" aborda o divórcio de seus pais.
De acordo com a VH1, Antonio "L.A." Reid da LaFace Records não estava inicialmente satisfeito com a nova música que Pink estava fazendo, porque ela tinha a ajudado em sua bem-sucedida estréia no cenário R&B em seu primeiro álbum.
Em 2009, "Missundaztood'" foi indicado ao Grammy, nas categorias, "Best Pop Vocal Album" e "Best Female Pop Vocal Performance". Em 2002, no VMA, "Get the Party Started" ganhou nas categorias "Melhor Vídeo Feminino" e "Melhor Vídeo de Dança". Muitas das canções do álbum contêm linguagem forte; a canção "18 Wheeler", em particular, continha muitos palavrões. No entanto, o álbum foi censurado a fim de evitar que ganhasse uma etiqueta do Parental Advisory. Não existem versões de estúdio sem censura de "18 Wheeler", mas Pink cantou a música sem censura durante suas turnês.
Nos EUA, três edições diferentes do Missundaztood foram liberados no total: a primeira edição foi a versão original, lançado em 2001, com um Enhanced CD, que se colocado em seu computador permite que você ouvisse a música bônus internacional "Catch 22 ", e também lhe dava acesso a uma galeria de fotos e muito mais. A segunda versão lançada foi o álbum principal reeditado, mas sem o Enhanced CD. Uma terceira versão, que foi uma edição limitada que incluía um DVD bônus (o conteúdo dos CDs eram os mesmos) foi lançado por um tempo limitado em 2002 e incluiu os dois vídeos musicais e duas performances ao vivo. Tanto a edição limitada com o DVD bônus e as versões Enhanced CD, desde então, saíram de catalogo, e a liberação inicial de 2001 é a única versão do álbum ainda em impressão. Foi lançado fora os EUA com uma faixa extra, "Catch 22". Além disso, em tiragens atuais do álbum, a faixa "Misery" é ligeiramente diferente. Em prensagens atuais, Steven Tyler canta um verso inteiro, em oposição a primeira versão, onde canta apenas alguns versos e os vocais de fundo. Em tiragens iniciais do álbum, Pink cantou todos os versos, incluindo aquele que Tyler canta em tiragens atuais do álbum.

### Singles
- "Get the Party Started" foi lançado em outubro de 2001 nos Estados Unidos e janeiro de 2002 no Reino Unido. Foi o primeiro single a ser lançado do  Missundaztood e foi composto por Linda Perry. O single teve um alto despenho no EUA, atingindo o n.º 4 na Hot 100, o n.º 2 no Reino Unido e o n.º 1 na Austrália.
- "Do not Let Me Get Me" tornou-se o segundo single do álbum em fevereiro de 2002. Foi composto por Pink e Dallas Austin. A canção chegou ao n.º6 nas parada britânica de singles e ao n.º 8 nos EUA.
- "Just Like a Pill" foi o terceiro single em junho de 2002 e foi composta por Pink e Dallas Austin. Ele chegou ao n.º 8 nos EUA, e no Reino Unido se tornou o primeiro single n.º 1 de Pink, bem como o terceiro tema consecutivo a solo da cantora a alcançar o top 10 nos EUA.
- "Family Portrait" foi escrita por Pink e Scott Storch, tendo sido lançado como o último single de Missundaztood em dezembro de 2002 na América do Norte e em janeiro de 2003 na Europa. A canção chegou ao n.º 20 nos EUA e n.º 11 no Reino Unido

## Promoção
| Críticas profissionais | Críticas profissionais |
| Pontuações agregadas   | Pontuações agregadas   |
| Fonte                  | Avaliação              |
| ---------------------- | ---------------------- |
| Metacritic             | (72/100) link          |
| Avaliações da crítica  |                        |
| Fonte                  | Avaliação              |
| Allmusic               | link                   |
| Entertainment Weekly   | (A-) link              |
| Rolling Stone          | link                   |
| Slant Magazine         | link                   |
| Stylus Magazine        | (B) link               |
| Robert Christgau       | (A) link               |
| NME                    | link                   |
| PopMatters             | link                   |
| Spin                   | link                   |
| Sputnikmusic           | link                   |

Pink foi destaque na capa de várias revistas, incluindo:
- The Face
- Rolling Stone
- Seventeen
- Billboard
- Hitkrant

Antes de lançar seu álbum, ela contribuiu para a trilha sonora de Moulin rouge - Amor em vermelho. Juntamente com Christina Aguilera, Mya e Lil' Kim, ela regravou "Lady Marmalade" de Patti LaBelle. Sob a supervisão da produtora musical e rapper Missy Elliott, elas lançaram a música em abril de 2001. A canção se tornou um enorme sucesso em todo o mundo, chegando a #1 em 15 países, incluindo os EUA e o Reino Unido. Ela também deu as 4 artistas um Grammy Award por Grammy Award for Best Pop Collaboration with Vocals. Este foi o primeiro Grammy da carreira de Pink. Em novembro do mesmo ano ela lançou seu álbum, Missundaztood.
Pink embarcou na Party Tour para promover o álbum, cantando em clubes e outros locais nos Estados Unidos. Ela também foi o ato de abertura nas legs americanas e europeias para o 'N Sync, na turnê do grupo realizada em 2002.

## Faixas
| M!ssundaztood – Edição do EUA/UK |                                       |                    |                        |         |  |
| N.º                              | Título                                | Compositor(es)     | Produtor(es)           | Duração |  |
| 1.                               | "M!ssundaztood"                       | Pink Linda Perry   | Perry Damon Elliott    | 3:36    |  |
| 2.                               | "Don't Let Me Get Me"                 | Pink Dallas Austin | Austin                 | 3:31    |  |
| 3.                               | "Just Like a Pill"                    | Pink Austin        | Austin                 | 3:57    |  |
| 4.                               | "Get the Party Started"               | Perry              | Perry                  | 3:11    |  |
| 5.                               | "Respect (featuring Scratch)"         | Pink Perry         | Perry Elliott          | 3:25    |  |
| 6.                               | "18 Wheeler"                          | Pink Austin        | Austin                 | 3:44    |  |
| 7.                               | "Family Portrait"                     | Pink Scott Storch  | Storch                 | 4:56    |  |
| 8.                               | "Misery (featuring Steven Tyler)"     | Richie Supa        | Marti Frederiksen Supa | 4:33    |  |
| 9.                               | "Dear Diary"                          | Pink Perry         | Perry                  | 3:29    |  |
| 10.                              | "Eventually"                          | Pink Perry         | Perry                  | 3:34    |  |
| 11.                              | "Lonely Girl (featuring Linda Perry)" | Perry              | Perry                  | 4:21    |  |
| 12.                              | "Numb"                                | Pink Austin        | Austin                 | 3:06    |  |
| 13.                              | "Gone to California"                  | Pink Perry         | Perry Elliott          | 4:34    |  |
| 14.                              | "My Vietnam"                          | Pink Perry         | Perry Elliott          | 5:13    |  |
| Duração total:                   | Duração total:                        | Duração total:     | Duração total:         | 55:16   |  |

| M!ssundaztood – Edição internacional/Segunda edição do UK |                                       |                    |                        |         |  |
| N.º                                                       | Título                                | Compositor(es)     | Produtor(es)           | Duração |  |
| 1.                                                        | "Get the Party Started"               | Perry              | Perry                  | 3:11    |  |
| 2.                                                        | "18 Wheeler"                          | Pink Austin        | Austin                 | 3:44    |  |
| 3.                                                        | "M!ssundaztood"                       | Pink Linda Perry   | Perry Damon Elliott    | 3:36    |  |
| 4.                                                        | "Dear Diary"                          | Pink Perry         | Perry                  | 3:29    |  |
| 5.                                                        | "Eventually"                          | Pink Perry         | Perry                  | 3:34    |  |
| 6.                                                        | "Numb"                                | Pink Austin        | Austin                 | 3:06    |  |
| 7.                                                        | "Just Like a Pill"                    | Pink Austin        | Austin                 | 3:57    |  |
| 8.                                                        | "Family Portrait"                     | Pink Scott Storch  | Storch                 | 4:56    |  |
| 9.                                                        | "Misery (featuring Steven Tyler)"     | Richie Supa        | Marti Frederiksen Supa | 4:33    |  |
| 10.                                                       | "Respect (featuring Scratch)"         | Pink Perry         | Perry Elliott          | 3:25    |  |
| 11.                                                       | "Don't Let Me Get Me"                 | Pink Dallas Austin | Austin                 | 3:31    |  |
| 12.                                                       | "Gone to California"                  | Pink Perry         | Perry Elliott          | 4:34    |  |
| 13.                                                       | "Lonely Girl (featuring Linda Perry)" | Perry              | Perry                  | 4:21    |  |
| 14.                                                       | "My Vietnam"                          | Pink Perry         | Perry Elliott          | 5:13    |  |
| 15.                                                       | "Catch-22 (bônus track)"              | Pink Perry         | Perry Elliott          | 3:49    |  |
| Duração total:                                            | Duração total:                        | Duração total:     | Duração total:         | 58:65   |  |

## Desempenho nas paradas
Nos EUA o álbum estreou no n.º 8 da Billboard 200, vendendo 220 mil cópias em sua primeira semana, ultrapassando as vendas da primeira semana do álbum de estréia dxe Pink, Can't Take Me Home (2000). Na sua quinta semana, quando estava na posição n.º 10 no chart, o álbum vendeu 323 mil cópias. Vendeu mais 73 mil cópias em sua oitava semana e subiu para o número seis no chart; este foi o seu peak. O álbum foi o segundo mais vendido por um artista feminina em 2002, atrás apenas de Let Go, álbum de estreia de Avril Lavigne. Até Julho de 2014, o álbum já havia vendido cerca de 5,628,000 cópias nos os EUA.
No Reino Unido, o álbum alcançou a posição n.º 2 na parada de álbuns, acabando por vender 1,8 milhões de cópias, recebendo um certificado de quintúpla platina. Em 2010, foi classificada como o 37ª álbum mais vendido da década de 2000 no Reino Unido.

## Certificações e paradas musicais
| Tabela                         | Posição | Vendas      | Certificação |
| ------------------------------ | ------- | ----------- | ------------ |
| Estados Unidos - Billboard 200 | 6       | 5,300,000   | 5× Platina   |
| Canadá                         |         | 500,000     | 5× Platina   |
| Europa (Total)                 | 1       | 3,000,000+  | 3× Platina   |
| Reino Unido                    | 2       | 1,712,173   | 5× Platina   |
| Alemanha                       | 5       | 600,000     | 2× Platina   |
| França                         | 17      | 305,000     | Platina      |
| Países Baixos                  | 5       | 80,000      | Platina      |
| Suíça                          | 7       | 80,000      | 2× Platina   |
| Suécia                         | 7       | 60,000      | Platina      |
| Austrália                      | 14      | 140,000+    | 2× Platina   |
| Nova Zelândia                  |         | 60,000      | 4× Platina   |
| Áustria                        | 4       | 40,000+     | Platina      |
| Brasil                         |         | 50,000+     | Ouro         |
| México                         |         | 300,000+    | 2× Platina   |
| Japão                          |         | 200,000     | Platina      |
| Bélgica                        |         | 25,000      | Ouro         |
| Itália                         |         | 50,000+     | Ouro         |
| Mundo                          |         | 15.000,000+ |              |